# 格拉魯斯

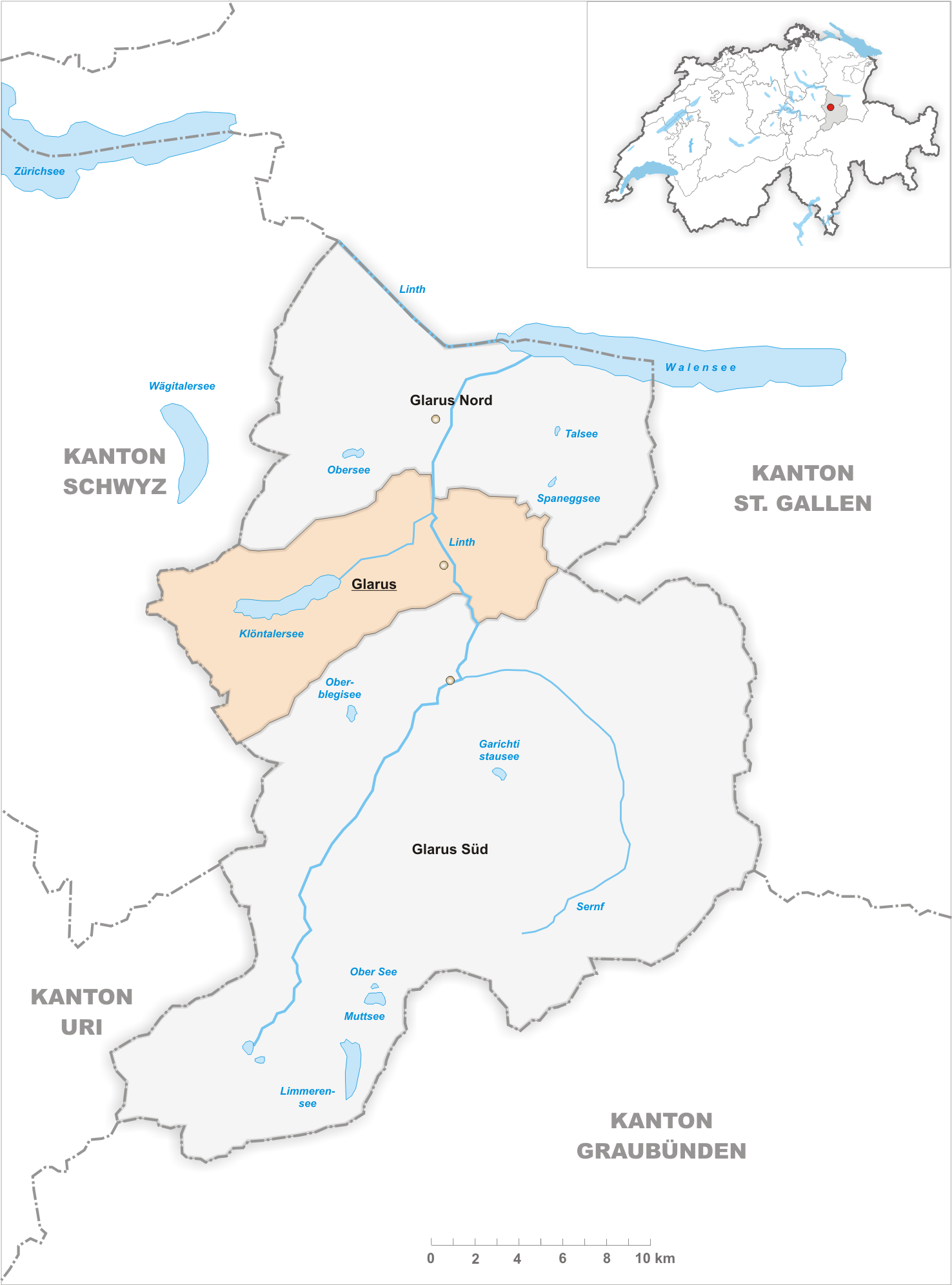
格拉鲁斯市地图

格拉魯斯（德語：Glarus，瑞士德语方言：Glaris）是位於瑞士联邦東部的一座城市。格拉魯斯是格拉魯斯州的首府所在地。该市面积为107.20平方千米，海拔高度474米，2017年12月31日人口为12,521人。

## 地理
格拉鲁斯位于林特河西岸边，前格莱尼施山山脚下。邻近社区分别是格拉鲁斯北和格拉鲁斯南以及施维茨州。海拔最高点为2914米。

## 历史
大约公元8世纪，圣人菲利克斯和雷古拉的生平故事中提到了Clarona这个地方。这个名称可以追溯到拉丁语的形式*ad clārōnam，意为“在闪光的地方”。
中世纪直到14世纪末，格拉鲁斯的大部分地区都在塞京根修道院的管辖之下，直到市民将产权买断出来。第一次格拉鲁斯州民大会在1387年举行，保留至今天，也是瑞士唯二保留州民大会的州（与内阿彭策尔州一起）。州民大会的时间一般是5月的第一个星期日。
1506年到1516年，慈运理在当地担任天主教牧师，那时的他还没有开始接触宗教改革思想。慈运理坚定地支持罗马教廷，教宗儒略二世每年给他发放养老金作为表彰。慈运理一直担任瑞士雇佣军的牧师并卷入到在意大利的几场战役中。在马里尼亚诺战役中，瑞士人被法国彻底击败，导致格拉鲁斯的人民开始倾向于支持法国而不再是教宗。慈运理离开了格拉鲁斯前往施维茨，并由此萌生了与天主教会决裂的想法。
1522年，瓦伦丁·楚迪（德语：Valentin Tschudi）成为当地第一名新教牧师，并且充当新教和天主教之间的调解人。1531年第二次卡佩尔战争后，格拉鲁斯的天主教徒和新教徒都被授予在镇上进行礼拜的权利。而且他们还使用同一座城镇教堂直至18世纪。1555年开始，弗里多林·布伦纳继任牧师身份。
旧秩序崩溃之后的赫尔维蒂共和国时期，格拉鲁斯是林特州的首府。1803年调解法案（Act of Mediation）公布之后，格拉鲁斯成为格拉鲁斯州的首府。
1845年，格拉鲁斯派遣法官尼克劳斯·迪尔斯特（Niklaus Dürst）等人前往北美寻找土地移民定居。他们在威斯康星州找到一块地方并兴建了一座叫新格拉鲁斯的城镇。
1861年，该市爆发一场毁灭性的大火，只有少数建筑幸存下来。重建计划中重点考察美国的城市规划采用矩形网格的布局，主要也是为了防止再次发生严重火灾。1864年，歐洲第一個保護工人的法律於格拉魯斯通過，該法律規定工人每日工作不得超過12小時。

## 外部連結
- Official Web site （页面存档备份，存于） （德文）